# ATP de Oeiras de 2013
O ATP de Oeiras de 2013 foi de tênis masculino disputado em quadras de saibro na cidade de Oeiras, Portugal. Esta foi a 24ª edição do evento, realizada no Centro Desportivo Nacional do Jamor. 

## Distribuição de pontos
| Evento  | V   | F   | SF | QF | Segunda rodada | Primeira rodada | Q  | Q3 | Q2 | Q1 |
| Simples | 250 | 150 | 90 | 45 | 20             | 0               | 12 | 6  | 0  | 0  |
| Duplas  | 250 | 150 | 90 | 45 | 0              | —               | —  | —  | —  | —  |

## Chave de simples

### Cabeças de chave
| País | Jogador            | Rank1 | Cabeça |
| ---- | ------------------ | ----- | ------ |
| ESP  | David Ferrer       | 4     | 1      |
| SUI  | Stanislas Wawrinka | 17    | 2      |
| ITA  | Andreas Seppi      | 18    | 3      |
| ITA  | Fabio Fognini      | 24    | 4      |
| FRA  | Julien Benneteau   | 32    | 5      |
| FRA  | Benoît Paire       | 33    | 6      |
| ARG  | Horacio Zeballos   | 40    | 7      |
| ESP  | Tommy Robredo      | 43    | 8      |

- 1 Rankings como em 22 de abril de 2013

### Outros participantes
Os seguintes jogadores receberam convites para a chave de simples:
- Gastão Elias
- David Ferrer
- Pedro Sousa

Os seguintes jogadores entraram na chave de simples através do qualificatório:
- Pablo Carreño
- Niels Desein
- Robin Haase
- Rui Machado

### Desistências
Antes do torneio
- Kevin Anderson
- Juan Martín del Potro (doença)
- Leonardo Mayer
- Juan Mónaco

Durante o torneio
- Gilles Müller (lesão no ombro esquerdo)

## Chave de duplas

### Cabeças de chave
| País | Jogador              | País | Jogador           | Rank1 | Cabeça |
| ---- | -------------------- | ---- | ----------------- | ----- | ------ |
| PAK  | Aisam-ul-Haq Qureshi | NED  | Jean-Julien Rojer | 15    | 1      |
| ESP  | David Marrero        | BRA  | Marcelo Melo      | 44    | 2      |
| MEX  | Santiago González    | USA  | Scott Lipsky      | 62    | 3      |
| ITA  | Daniele Bracciali    | ITA  | Fabio Fognini     | 64    | 4      |

- 1 Rankings como em 22 de abril de 2013

### Outros participantes
As seguintes parcerias receberam convites para a chave de duplas:
- Frederico Gil /  Pedro Sousa
- Frederico Ferreira Silva /  Leonardo Tavares

A seguinte parceria entrou na chave de duplas como alternate:
- Evgeny Donskoy /  Andrey Kuznetsov

### Desistências
Antes do torneio
- Gilles Müller (lesão no ombro esquerdo)

## Campeões

### Simples
- Stanislas Wawrinka venceu  David Ferrer 6–1, 6–4

### Duplas
- Santiago González /  Scott Lipsky venceram  Aisam-ul-Haq Qureshi /  Jean-Julien Rojer, 6–3, 4–6, [10–7]